# Liana Orfei
Liana Orfei (San Giovanni in Persiceto, 6 giugno 1937) è un'attrice e circense italiana.
È stata anche cantante e come la cugina Moira Orfei e la nipote Ambra Orfei appartiene alla dinastia circense degli Orfei.
Attiva nel cinema fra gli anni cinquanta e gli anni settanta, è stata interprete di una quarantina di film (sei nel solo 1960, sei nell'anno successivo e altrettanti nel 1966), molti dei quali di genere (commedia all'italiana, poliziottesco, western, peplum, fantascienza, horror, ecc.).
Ha rievocato l'ambiente del circo ne I clowns, film documentario del 1970 diretto da Federico Fellini. È inoltre cittadina onoraria di Marano sul Panaro, il paese, situato in provincia di Modena, dove aveva trovato ospitalità presso una famiglia contadina durante la seconda guerra mondiale.

## Biografia

Liana Orfei in Gordon, il pirata nero (1961)

Nata da Paride (detto "Pippo", 1909-1956, clown e saltatore) e da Alba Furini, esordì a due anni di età nell'ambiente del circo come clown in miniatura (il suo personaggio si chiamava Lacrima). A quattro anni dovette interrompere l'attività per una grave malattia che la tenne lontana dalle piste circensi fino all'età di otto anni. Andata sposa ancora in giovane età nel 1959 al giocoliere Angelo Piccinelli (da cui successivamente si separerà per sposare in seconde nozze nel 1975 il manager Paolo Pristipino), nel cinema ha lavorato accanto a registi di rilievo come Orson Welles, Dino Risi, Antonio Pietrangeli e Mario Monicelli.
Personaggio televisivo (ha interpretato fra l'altro nel 1965 il teleromanzo musicale Scaramouche), in teatro ha fatto parte della compagnia di Eduardo De Filippo e di quella di Emma Gramatica. Ha portato in scena nel 1978 lo spettacolo Liana Orfei Show, diretto dal regista teatrale e coreografo Gino Landi. Come cantante ha inciso diversi dischi singoli per varie case discografiche.

Liana Orfei al Festivalbar 1969 accanto al presentatore Vittorio Salvetti e allo stilista Angelo Litrico

In campo circense, lasciato lo zio Orlando nel 1960, ha fondato con i fratelli Nando e Rinaldo un proprio circo che si distinguerà per produzioni kolossal: Circo a tre piste e Circorama nei tardi anni sessanta; circolo delle "Mille e una notte", nato da un'idea di Federico Fellini e coreografato da Gino Landi con costumi del Premio Oscar Danilo Donati, e Circo delle amazzoni - o delle sole donne - negli anni settanta. Nel 1978 Liana Orfei ha effettuato una tournée come cantante in un proprio spettacolo, registrando dischi e partecipando a trasmissioni televisive.
La crisi che attanagliava fra la fine degli anni settanta e l'inizio degli anni ottanta il mondo del circo l'ha portata nel 1984 a separarsi dal fratello Nando e a dare vita a nuove esperienze, fra cui la presentazione al Tendastrisce di Roma del Circo della Corea del Nord (1982) e la fondazione del Golden Circus (1984), che tiene ogni anno una stagione invernale.
Sempre negli anni Ottanta, ispirata dal successo di parchi a tema come Gardaland e Fiabilandia, fonda a Torre Pedrera di Rimini il parco "Divertimondo", la cui mascotte era un personaggio a forma di mappamondo: una enorme statua pubblicitaria di questo era posizionata sulla statale Adriatica. Il villaggio del divertimento, com'era denominato, annoverava un palazzo orientale bianco come scenografia d'ingresso. Uno chapiteau ospitava spettacoli circensi, numeri di ballo, musical, cabaret e discoteca; alcune giostre erano posizionate attorno a un mulino ristrutturato dove si trovava il ristorante pizzeria "Pancho Villa", fulcro di un villaggio West. Le principali attrazioni erano la ruota panoramica, gli autoscontri, il telecombattimento, i bumper boats sull'acqua, un trenino su gomme che faceva il giro del parco ed una grande pista per il pattinaggio. Il parco chiuderà nel 1989 dopo alcuni anni di attività, vinto dalla concorrenza dei nuovi grandi parchi di divertimento che all'epoca sorgevano sempre più numerosi in tutta la riviera romagnola.
In teatro Liana Orfei è stata interprete nel 2005 con Rosanna Ruffini, Max Giusti e Roberta Lanfranchi del musical Se il tempo fosse un gambero.

## Riconoscimenti
- Al Festivalbar 1969 è stata premiata quale "Volto del juke-box" di quell'anno.
- Il 9 luglio 2011, nel corso dell'undicesima edizione del "Grand Prix Corallo Città di Alghero", ha ricevuto un primo premio alla carriera.
- Il 20 maggio 2017, nel corso della seconda edizione di Gardaland Magic Circus, ha ricevuto dalle mani di Arturo Brachetti, un secondo premio alla carriera.

## Filmografia

### Cinema
- Tipi da spiaggia, regia di Mario Mattoli (1959)
- I Reali di Francia, regia di Mario Costa (1959)
- Guardatele ma non toccatele, regia di Mario Mattoli (1959)
- Il terrore della maschera rossa, regia di Luigi Capuano (1959)
- Signori si nasce, regia di Mario Mattoli (1960)
- Le signore, regia di Turi Vasile (1960)
- Il cavaliere dai cento volti, regia di Pino Mercanti (1960)
- Il mulino delle donne di pietra, regia di Giorgio Ferroni (1960)
- I pirati della costa, regia di Domenico Paolella (1960)
- Gordon, il pirata nero, regia di Mario Costa (1961)
- Maciste contro Ercole nella valle dei guai, regia di Mario Mattoli (1961)
- Nefertite, regina del Nilo, regia di Fernando Cerchio (1961)
- I tartari, regia di Ferdinando Baldi (1961)
- Il gigante di Metropolis, regia di Umberto Scarpelli (1961)
- La leggenda di Enea, regia di Giorgio Rivalta (1962)
- Il tiranno di Siracusa, regia di Alberto Cardone (1962)
- Duello nella Sila, regia di Umberto Lenzi (1962)
- Le motorizzate, regia di Marino Girolami (1963)
- Ercole sfida Sansone, regia di Pietro Francisci (1963)
- Avventura al motel, regia di Renato Polselli (1963)
- La doccia, episodio di Extraconiugale, regia di Massimo Franciosa (1964)
- Casanova '70, regia di Mario Monicelli (1965)
- MMM 83 - Missione morte molo 83, regia di Sergio Bergonzelli (1966)
- L'arcidiavolo, regia di Ettore Scola (1966)
- Ray Master l'inafferrabile, regia di Vittorio Sala (1966)
- Il marito di Attilia, episodio di I nostri mariti, regia di Dino Risi (1966)
- Borman - Nazi S.S., regia di John Huxley (1966)
- La fabbrica dei soldi, regia di Juan Estelrich (1966)
- Bill il taciturno, regia di Max Hunter (1967)
- Il profeta, regia di Dino Risi (1968)
- ¡Cómo sois las mujeres!, regia di Pedro Lazaga (1968)
- Ekeinoi pou xeroun n' agapoun, regia di Dimitris Koliatsos (1968)
- Come, quando, perché, regia di Antonio Pietrangeli (1969)
- Fortunata y Jacinta, regia di Angelino Fonz (1970)

### Televisione
- Za-bum – programma TV, puntate 1x1-1x2-1x3 (1964)
- Scaramouche – miniserie TV, puntate 1x3-1x4 (1965)
- La cena delle beffe, regia di Guglielmo Morandi – film TV (1965)
- Trampoli, regia di Claudio Fino – film TV (1966)
- Happy Circus – programma TV (1982)
- Happy Magic – programma TV (1982-1983)
- Golden Circus – programma TV (1984)
- Eva ed io – programma TV (1962)
- Ciao mamma – programma TV (1968)

## Doppiatrici italiane
- Mirella Pace in I nostri mariti, Il profeta, L'arcidiavolo
- Fiorella Betti in Il gigante di Metropolis, Il mulino delle donne di pietra
- Rita Savagnone in Maciste contro Ercole nella valle dei guai, Ray Master l'inafferrabile
- Lydia Simoneschi in Ercole sfida Sansone
- Flaminia Jandolo in Il cavaliere dai cento volti
- Maria Pia Di Meo in La leggenda di Enea

## Discografia essenziale
- 1965 - Spengo la luce / Prima di uscire (Ri-Fi)
- 1976 - Prendo la valigia e vado via / Ma cosa volevi (Cinevox SC 1085)
- 1977 - Op-là/Nomadi amori (Cinevox SC 1105)
- 1982 - Domani / Facile (Durium)